# Reem Frainah
Reem Omar Frainah (en árabe: ريم عمر فرينة‎: : ), más conocida como Reem Frainah, es una activista de los derechos humanos de Palestina. Es también la Directora Ejecutiva de la Asociación Aisha para la Protección de la Mujer y del Niño.

## Biografía
Reem Frainah trabajó en el campo de la protección de las mujeres y de los niños  en Palestina desde 1993. Además de su activismo, estudió matemáticas en la universidad. Después de terminar su licenciatura, trabajó cómo maestra en la escuela primaria. A través de un curso de formación de un año en el Gaza Community Mental Health Program (GCMHP, en español Programa de Salud Mental de la Comunidad de Gaza), se puso en contacto con Eyad al-Sarraj. A través de él, se interesó en la psicología, y en 2011, terminó su Maestría en psicología en la Universidad Al-Azhar de Gaza. Su disertación se centró en las "tendencias hacia el compromiso religioso y su relación con el ajuste marital de una muestra de parejas en la ciudad de Gaza."
Uno de los programas dentro del GCMHP se convirtió en la Asociación Aisha para la Protección de la Mujer y del Niño (AISHA), una organización independiente de mujeres palestinas que trabaja para conseguir la integración de género a través del empoderamiento económico y el apoyo psicosocial a los grupos marginados en la Franja de Gaza con el foco en la ciudad de Gaza y la Zona norte. Cuando AISHA si convirtió en una institución independiente en 2009, Frainah fue nominada Coordinadora del Programa. Se convirtió en la Directora Ejecutiva de AISHA en 2013.
La mayoría de sus trabajos incluyen la enseñanza, y proporcionar una serie de servicios a la mayoría de mujeres y niños más marginados de Gaza. También escribió artículos, estudios y documentos de trabajo, participó en seminarios sobre el tema, y organizó talleres con diferentes entidades, como representantes del Gobierno palestino, el Banco de Palestina o Deutsche Gesellschaft für Internationale Zusammenarbeit entre otros.